# Nesoudíme, pomáháme
Nesoudíme. Pomáháme je český neziskový projekt spolku Hnutí Pro život ČR podporující ženy v rozhodnutí nepodstoupit legální potrat.

## Činnost
Poskytuje pomoc emoční, sociálně-právní, finanční a materiální, a to částečně na bázi dobrovolnictví. Projekt zapojuje do aktivní pomoci těhotným ženám místní samosprávu, zdravotnická zařízení, veřejný i soukromý sektor.
V počátcích činnosti nabízel projekt pomoc formou adopce, určenou ženám v období od začátku těhotenství do konce šestinedělí. Formou adopce pomáhaly jen rodiny, kde se aktivně zapojili oba partneři, aby tak byl přítomen i mužský pohled, obě strany se musely řídit etickým kodexem. V současnosti dobrovolníci pomáhají šířením letáků, plakátů a reklamou projektu, hlídáním dětí, doprovázením.
Projekt Nesoudíme. Pomáháme je navázán na Linku pomoci, která poskytuje krizovou intervenci těhotným ženám a ženám po potratu.

## Financování a podpora
Projekt vznikl v roce 2014 a organizuje jej Hnutí Pro život ČR, financován je prostřednictvím dobrovolných darů.[zdroj?] Podle přílohy účetní uzávěrky z roku 2022 hnutí poskytlo mimořádnou humanitární finanční pomoc těhotným ve výši 201 463 Kč při celkovém čistém ročním obratu hnutí ve výši 8 991 234 Kč.
Projekt v minulosti podpořily některé známé osobnosti (např. Daniela Drtinová, Veronika Žilková, Jiří Krampol, Michal Malátný, Naďa Urbánková, Petra Černocká, Simona Postlerová) a několik lékařů (Miloš Pešek, Zdeněk Novotný, Ilona Burdová, Tomáš Tláskal, Josef Koutecký a další).
Po kauze z dubna 2022, kdy představitelé Hnutí Pro život ČR kritizovali to, aby se ženám, které na Ukrajině znásilnili ruští vojáci, posílala nouzová antikoncepce Postinor, se od spolupráce s projektem Nesoudíme, pomáháme distancovala řada osobností i veřejných institucí. Část z nich přitom byla mezi podporovateli hnutí uvedena bez jejich souhlasu.

## Kritika
Projekt Nesoudíme, pomáháme je kritizován především kvůli aktivitám protipotratové organizace Hnutí Pro život ČR, která ho realizuje. Dle religionistky a socioložky Andrey Beláňové je hlavním cílem projektu a hnutí dosáhnout toho, aby žena nešla na potrat, k čemuž používají např. sémantickou manipulaci, kdy se v těhotných ženách pomocí specifické rétoriky snaží vyvolat negativní emoce z podstoupení interrupce.